# Emsworth
Emsworth är en stad i grevskapet Hampshire i södra England. Staden ligger i distriktet Havant vid gränsen till West Sussex, cirka 12 kilometer nordost om Portsmouth. Tätorten (built-up area) hade 11 506 invånare vid folkräkningen år 2021.